# حصار بروتوي
حصار بريتويل (بالفرنسية: Siège de Breteuil) هو حصار وقع عام 1356 خلال حرب المئة عام. تم تنفيذه من قبل الجيش الملكي الفرنسي بقيادة جون الثاني ملك فرنسا ضد بلدة بريتويل التي كانت تحت سيطرة النافاريين المتحالفين مع الإنجليز في نورماندي. انتهى الحصار بانتصار فرنسي.

## خلفية
في عام 1354، اندلعت حرب أهلية في مملكة نافارا بين شارل الثاني ملك نافارا وجون الثاني ملك فرنسا. كان شارل الثاني يطالب بحقوقه في دوقية نورماندي ومناطق أخرى في فرنسا. تحالف شارل مع إدوارد الثالث ملك إنجلترا، الذي كان في حالة حرب مع فرنسا فيما يعرف بـحرب المئة عام. في عام 1356، قام جون الثاني باعتقال شارل الثاني وسجنه. ردًا على ذلك، قام فيليب النافاري، شقيق شارل، بتجديد التحالف مع إنجلترا ودعاهم إلى غزو نورماندي.

## الحصار
في 12 أبريل 1356، بدأ الجيش الفرنسي بقيادة جون الثاني حصار بريتويل، التي كانت معقلاً هاماً للنافاريين. كانت المدينة محصنة جيدًا ويدافع عنها حامية نافارية بقيادة جان دي بيكاردي. استمر الحصار لعدة أشهر، وقاوم المدافعون بشدة. استخدم الفرنسيون آلات الحصار، بما في ذلك المنجنيق، لقصف أسوار المدينة.
أصبح الاستيلاء على بريتويل مسألة هيبة بالنسبة للملك جون، ورفض نقل الجيش جنوبًا لمواجهة إدوارد الأمير الأسود، الذي كان يشن حملة عسكرية في جنوب غرب فرنسا. في النهاية، بعد حصار طويل، استسلمت الحامية النافارية في حوالي 20 أغسطس 1356.

## ما بعد الحصار
بعد سقوط بريتويل، واصل جون الثاني حملته في نورماندي ضد معاقل النافاريين المتبقية. ومع ذلك، فإن إصراره على حصار بريتويل سمح للأمير الأسود بالتقدم دون معارضة في عمق الأراضي الفرنسية. أدى هذا في النهاية إلى معركة بواتييه في 19 سبتمبر 1356، حيث هُزم الجيش الفرنسي وأُسر الملك جون الثاني.
تم إطلاق سراح شارل الثاني ملك نافارا من السجن في 9 نوفمبر 1357 من قبل مجموعة من أنصاره، مما أدى إلى مزيد من الاضطرابات في الحكومة الفرنسية.